# Philipp Ludwig Wenzel von Sinzendorf

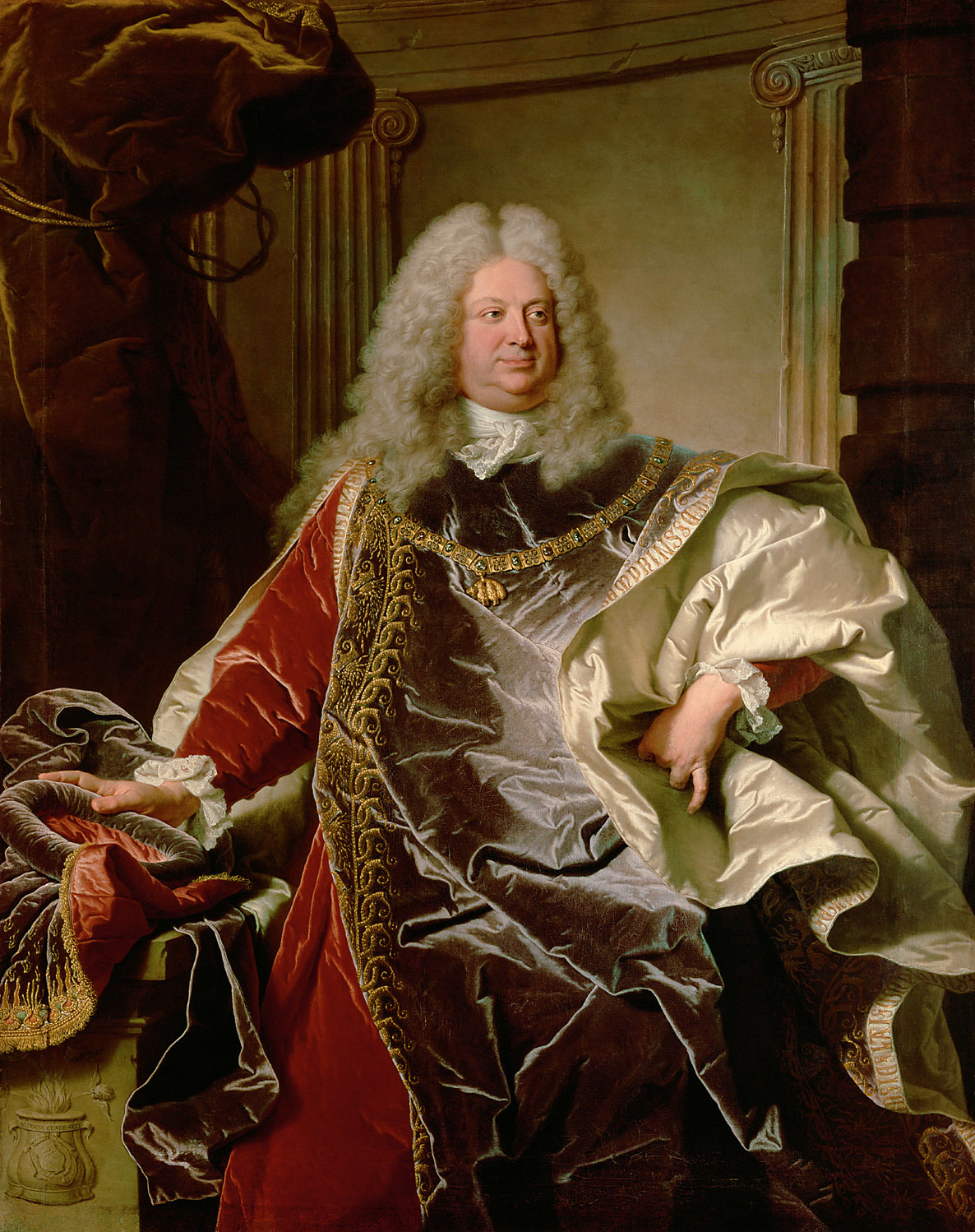
Philipp Ludwig Wenzel von Sinzendorf, porträtterad av Hyacinthe Rigaud.

Philipp Ludwig Wenzel von Sinzendorff, född den 26 december 1671 i Wien, död där den 8 februari 1742, var en österrikisk greve och statsman. Han var son till Georg Ludwig von Sinzendorf.
von Sinzendorf tillhörde en adlig släkt, vars anor går tillbaka till 1200-talet. Han bestämdes ursprungligen för det andliga ståndet, men övergick först till den militära banan och därefter till den diplomatiska. Han blev österrikisk ambassadör i Paris 1698 och verkligt geheimeråd 1701. År 1705 utnämndes han till överhovkansler och behöll i denna egenskap till sin död ledningen av den österrikiska utrikespolitiken. Han deltog bland annat i underhandlingarna i Geertruidenberg (1710), i Utrecht (1713) och i Soissons (1728). von Sinzendorf var en rutinerad och skicklig diplomat, men inte begåvad och självständig nog för att i väsentlig mån bestämma den allmänna riktningen av sitt lands politik.